# Lom nad Volčo
Lom nad Volčo este o localitate din comuna Gorenja vas - Poljane, Slovenia, cu o populație de 42 de locuitori.